# Indonesia's Next Top Model (mùa 3)
Mùa thứ ba của Indonesia's Next Top Model được phát sóng hàng tuần trên đài truyền hình tư nhân Indonesia NET. bắt đầu từ ngày 5 tháng 11 năm 2022. Cả bốn người dẫn chương trình và giám khảo của mùa trước cũng sẽ trở lại trong mùa này. Đối tác chính thức của mùa này là Samsung Galaxy Z Flip 4 5G và mỹ phẩm làm đẹp MakeOver.
Phần này có một loạt chương trình phụ bao gồm bảy tập đầu tiên có tựa đề "Road to INTM Cycle 3", giới thiệu các cảnh hậu trường buổi tuyển chọn của 30 thí sinh lọt vào vòng bán kết được rút gọn thành nhóm 18 thí sinh cuối cùng.
Iko Bustomi, cựu thí sinh đại diện cho Indonesia và kết thúc ở vị trí thứ 11 tại Asia's Next Top Model (mùa 6), đã trở thành người chiến thắng của mùa giải này. Cô giành được: giải thưởng tiền mặt lên tới hàng trăm triệu Rupiah, một chiếc xe Yamaha hoàn toàn mới và một chiếc điện thoại Samsung Galaxy Z Flip 4 5G.

## Các thí sinh
(Tuổi tính từ ngày dự thi) 
| Thí sinh                         | Biệt danh | Tuổi | Chiều cao               | Quê quán   | Bị loại ở | Hạng         |
| -------------------------------- | --------- | ---- | ----------------------- | ---------- | --------- | ------------ |
| Chloë Callista                   | Coco      | 21   | 1,71 m (5 ft 7+1⁄2 in)  | Jakarta    | Tập 2     | 18           |
| Michelle Caroline Kerdijk        | Michelle  | 22   | 1,76 m (5 ft 9+1⁄2 in)  | Bandung    | Tập 4     | 17           |
| Trixie Theola                    | Trixie    | 29   | 1,79 m (5 ft 10+1⁄2 in) | Bandung    | Tập 6     | 16           |
| Shyn Kyrie Agathalia             | Shynka    | 26   | 1,78 m (5 ft 10 in)     | Jakarta    | Tập 8     | 15 (bỏ cuộc) |
| Intania Rachma                   | Intan     | 18   | 1,74 m (5 ft 8+1⁄2 in)  | Gresik     | Tập 12    | 14           |
| Kezia Tan                        | Kezia     | 18   | 1,74 m (5 ft 8+1⁄2 in)  | Surakarta  | Tập 16    | 13           |
| Raisa Almira Rusmansyah          | Raisa     | 22   | 1,73 m (5 ft 8 in)      | Yogyakarta | Tập 18    | 12           |
| Febby Hagania Sandi Zendrato     | Fey       | 23   | 1,78 m (5 ft 10 in)     | Jakarta    | Tập 20    | 11           |
| Shalfa Putri Raihan              | Shalfa    | 21   | 1,68 m (5 ft 6 in)      | Bandung    | Tập 22    | 10           |
| Olivia Pramaisella               | Olivia    | 27   | 1,70 m (5 ft 7 in)      | Jakarta    | Tập 24    | 9            |
| Denissa Chantika Advenetta Pinem | Denissa   | 22   | 1,70 m (5 ft 7 in)      | Jakarta    | Tập 26    | 8            |
| Nadia Vannesa                    | Vannes    | 25   | 1,68 m (5 ft 6 in)      | Bandung    | Tập 28    | 7            |
| Monica Soraya Muhammad Bajunaid  | Monica    | 25   | 1,75 m (5 ft 9 in)      | Jakarta    | Tập 32    | 6            |
| Berlian Aura Yasarah             | Berlian   | 19   | 1,72 m (5 ft 7+1⁄2 in)  | Surabaya   | Tập 34    | 5            |
| Nathalie Kezia                   | Nathalie  | 23   | 1,69 m (5 ft 6+1⁄2 in)  | Jakarta    | Tập 36    | 4            |
| Maria Gabriella Mulwanto         | Marella   | 21   | 1,70 m (5 ft 7 in)      | Jakarta    | Tập 38    | 3            |
| Paula Andrea Soesanto            | Paula     | 21   | 1,73 m (5 ft 8 in)      | Surabaya   | Tập 40    | 2            |
| Rizkho Maulida Bustomi           | Iko       | 27   | 1,75 m (5 ft 9 in)      | Jakarta    | Tập 40    | 1            |

## Thứ tự gọi tên
| 1  | Iko      | Berlian  | Paula    | Vannes   | Kezia    | Iko      | Nathalie | Vannes   | Marella  | Paula    | Nathalie | Monica   | Marella  | Paula    | Nathalie      | Paula    | Marella  | Iko      | Paula   | Iko   |  |  |  |  |  |  |  |  |  |  |  |  |  |  |  |  |  |  |
| 2  | Berlian  | Nathalie | Intan    | Shalfa   | Paula    | Marella  | Olivia   | Marella  | Shalfa   | Berlian  | Marella  | Marella  | Berlian  | Marella  | Monica        | Berlian  | Iko      | Paula    | Iko     | Paula |  |  |  |  |  |  |  |  |  |  |  |  |  |  |  |  |  |  |
| 3  | Fey      | Iko      | Berlian  | Denissa  | Berlian  | Nathalie | Vannes   | Nathalie | Berlian  | Iko      | Olivia   | Nathalie | Iko      | Nathalie | Iko           | Nathalie | Nathalie | Marella  | Marella |       |  |  |  |  |  |  |  |  |  |  |  |  |  |  |  |  |  |  |
| 4  | Shynka   | Paula    | Olivia   | Paula    | Denissa  | Olivia   | Marella  | Shalfa   | Paula    | Shalfa   | Vannes   | Berlian  | Monica   | Iko      | Marella       | Iko      | Paula    | Nathalie |         |       |  |  |  |  |  |  |  |  |  |  |  |  |  |  |  |  |  |  |
| 5  | Nathalie | Trixie   | Marella  | Berlian  | Iko      | Berlian  | Shalfa   | Fey      | Vannes   | Nathalie | Denissa  | Paula    | Nathalie | Berlian  | Berlian Paula | Marella  | Berlian  |          |         |       |  |  |  |  |  |  |  |  |  |  |  |  |  |  |  |  |  |  |
| 6  | Vannes   | Kezia    | Nathalie | Nathalie | Nathalie | Paula    | Berlian  | Raisa    | Iko      | Marella  | Monica   | Iko      | Paula    | Monica   | Berlian Paula | Monica   |          |          |         |       |  |  |  |  |  |  |  |  |  |  |  |  |  |  |  |  |  |  |
| 7  | Marella  | Vannes   | Denissa  | Iko      | Intan    | Shalfa   | Paula    | Paula    | Fey      | Vannes   | Iko      | Denissa  | Vannes   | Vannes   |               |          |          |          |         |       |  |  |  |  |  |  |  |  |  |  |  |  |  |  |  |  |  |  |
| 8  | Monica   | Monica   | Fey      | Olivia   | Shalfa   | Raisa    | Raisa    | Iko      | Nathalie | Fey      | Berlian  | Vannes   | Denissa  |          |               |          |          |          |         |       |  |  |  |  |  |  |  |  |  |  |  |  |  |  |  |  |  |  |
| 9  | Olivia   | Marella  | Monica   | Fey      | Raisa    | Fey      | Iko      | Berlian  | Raisa    |          | Paula    | Olivia   |          |          |               |          |          |          |         |       |  |  |  |  |  |  |  |  |  |  |  |  |  |  |  |  |  |  |
| 10 | Trixie   | Shynka   | Shalfa   | Marella  | Fey      | Kezia    | Kezia    | Kezia    |          |          | Shalfa   |          |          |          |               |          |          |          |         |       |  |  |  |  |  |  |  |  |  |  |  |  |  |  |  |  |  |  |
| 11 | Paula    | Shalfa   | Shynka   | Raisa    | Olivia   | Denissa  | Fey      | Olivia   |          |          |          |          |          |          |               |          |          |          |         |       |  |  |  |  |  |  |  |  |  |  |  |  |  |  |  |  |  |  |
| 12 | Raisa    | Denissa  | Raisa    | Monica   | Marella  | Vannes   | Denissa  |          |          |          |          |          |          |          |               |          |          |          |         |       |  |  |  |  |  |  |  |  |  |  |  |  |  |  |  |  |  |  |
| 13 | Kezia    | Raisa    | Vannes   | Intan    | Vannes   | Intan    |          |          |          |          |          |          |          |          |               |          |          |          |         |       |  |  |  |  |  |  |  |  |  |  |  |  |  |  |  |  |  |  |
| 14 | Shalfa   | Fey      | Iko      | Shynka   | Monica   |          |          |          |          |          |          |          |          |          |               |          |          |          |         |       |  |  |  |  |  |  |  |  |  |  |  |  |  |  |  |  |  |  |
| 15 | Intan    | Intan    | Kezia    | Kezia    |          |          |          |          |          |          |          |          |          |          |               |          |          |          |         |       |  |  |  |  |  |  |  |  |  |  |  |  |  |  |  |  |  |  |
| 16 | Michelle | Olivia   | Trixie   |          |          |          |          |          |          |          |          |          |          |          |               |          |          |          |         |       |  |  |  |  |  |  |  |  |  |  |  |  |  |  |  |  |  |  |
| 17 | Denissa  | Michelle |          |          |          |          |          |          |          |          |          |          |          |          |               |          |          |          |         |       |  |  |  |  |  |  |  |  |  |  |  |  |  |  |  |  |  |  |
| 18 | Coco     |          |          |          |          |          |          |          |          |          |          |          |          |          |               |          |          |          |         |       |  |  |  |  |  |  |  |  |  |  |  |  |  |  |  |  |  |  |

      Thí sinh chiến thắng trong thử thách chụp hình nhóm và được miễn loại
     Thí sinh bị loại
     Thí sinh bỏ cuộc thi
     Thí sinh ban đầu bị loại nhưng được cứu
     Thí sinh được quay trở lại cuộc thi
     Thí sinh rơi vào cuối bảng không bị loại
     Thí sinh chiến thắng cuộc thi

### Các thử thách
Buổi chụp hình & Video
- Tập 1: Bước thang thời trang
- Tập 3: Tạo dáng bên trong vòng xoay cho Samsung Galaxy Z Flip 4 5G
- Tập 5: Trận chiến cờ vua theo cặp
- Tập 7: Video chuyển động: Giải phóng con người mới của tôi
- Tập 9: Sinh vật huyền thoại
- Tập 11: Thời trang cao cấp với cựu thí sinh các mùa trước
- Tập 13: Tác phẩm nghệ thuật bên trong hộp kính
- Tập 15: Thời trang bóng rổ với Samuel Rizal
- Tập 17: Ảnh chân dung trên tiệc trà với cự đà
- Tập 19: Vượt chướng ngại vật dưới bùn
- Tập 21: Treo lộn ngược trong chợ trái cây
- Tập 23: Vượt qua sự mặc cảm trên khối hộp trên không
- Tập 25: Thư giãn trong hồ bơi theo cặp cho Nutriville
- Tập 27: Cặp đôi hẹn hò với Andi Sujono cho Yamaha Filano
- Tập 29: Poster phim hành động
- Tập 31: Cổ động viên trên không
- Tập 33: Tạo dáng trên võng lụa cho MakeOver
- Tập 35: Vũ công bên gia đình nhạc công
- Tập 37: Ngôi sao trên không
- Tập 39: Chiến binh đỏ trên sa mạc (theo cặp với Luna và theo cá nhân)

Trình diễn thời trang
- Tập 2: Theo phong cách 1960 trên máy bay
- Tập 4: Trong trang phục Avant-garde
- Tập 6: Trong váy dạ hội với điện thoại Samsung Galaxy Z Flip 4 5G
- Tập 8: Phơi bày cá tính mới
- Tập 10: Theo phong cách ác mộng
- Tập 12: Theo phong cách đường phố
- Tập 14: Dựa theo bức tranh Thiếu nữ đeo hoa tai ngọc trai theo cặp
- Tập 16: Trong trang phục tái chế với bảng tuyên truyền cổ động
- Tập 18: Theo phong cách nữ thần thác nước qua phần biểu diễn ca khúc Sang Dewi của ca sĩ Lyodra Ginting
- Tập 20: Theo phong cách quân đội
- Tập 22: Theo phong cách trận chiến giữa trắng và đen
- Tập 24: Theo phong cách búp bê trong hộp
- Tập 26: Theo phong cách nhảy vũ đạo
- Tập 27: Cùng với trẻ em
- Tập 30: Theo phong cách nữ thần lửa
- Tập 32: Theo phong cách lướt sóng
- Tập 34: Trong trang phục Kebaya truyền thống
- Tập 36: Theo phong cách Gatsby vĩ đại với người mẫu nam
- Tập 38: Theo phong cách Carnival của Jember Fashion Carnaval với 2 quán quân Ilene Kurniawan & Sarah Tumiwa
- Tập 40: Trong trang phục com lê đen; Trong thiết kế của Ivan Gunawan (cùng với các thí sinh bị loại trước đó qua phần biểu diễn của nhóm Soundwave)